# PopCap Games
PopCap Games è una società privata statunitense che produce, sviluppa, pubblica e distribuisce giochi online. La sua sede si trova a Seattle, dove è stata fondata nel 2000.

## Storia
PopCap Games viene fondata nel 2000 da John Vechey, Brian Fiete e Jason Kapalka. Inizia producendo il gioco Bejeweled, che nel 2002 riceve un premio dalla Computer Gaming Wall of Fame. Nel 2005 la società si espande, producendo più giochi, fra i quali anche Feeding Frenzy ed il suo seguito Feeding Frenzy 2. Il 22 agosto 2006 viene fondato il sito online di PopCap, che permetterà alla società di espandersi ulteriormente.
Il 12 luglio 2011 Electronic Arts ufficializza l'acquisizione dell'azienda per 750 milioni di dollari, dando così il permesso alla società americana di portare su altre piattaforme titoli quali Piante contro Zombi, Bejeweled, Zuma ed ogni nuovo progetto del team.

## Videogiochi sviluppati
- Alchemy
- Amazing Adventures Around the World
- AstroPop
- Banana Bugs
- Bejeweled
- Bejeweled 2
- Bejeweled 3
- Bejeweled Twist
- Bejeweled Blitz
- Big Money
- Bookworm
- Bookworm Adventures
- Bookworm Adventures 2
- Chuzzle
- Cosmic Bugs
- Dynomite
- Feeding Frenzy
- Feeding Frenzy 2
- Hammer Heads
- Heavy Weapon
- Iggle Pop
- Insaniquarium
- Mistery P.I.
- Monopoly
- Mummy Maze
- Peggle
- Peggle Nights
- Peggle 2
- Piante contro Zombi
- Pixelus
- Plants vs. Zombies 2
- Plants vs. Zombies 3: Welcome to Zomburbia
- Plants vs. Zombies: Garden Warfare
- Plants vs. Zombies: Garden Warfare 2
- Plant vs Zombie Heroes
- Plants vs. Zombies: Battle for Neighborville
- Rocket Mania
- Seven Seas Deluxe
- Talismania
- Typer Shark
- Venice
- Water Bugs
- Zuma
- Zuma's Revenge